# Patrício (homem ilustre)
Patrício (em latim: Patricius) foi um bizantino do começo do século VII, ativo durante o reinado do imperador Focas (r. 602–610). Era primo ou sobrinho de Domencíolo. Homem ilustre, em 7 de junho, de 605 ou 607, foi executado por conspirar contra Focas junto de Teodoro e outros indivíduos ilustres da corte.